# Zeratul
Zeratul è uno dei personaggi principali della serie di videogiochi ambientati nell'universo di StarCraft. È un templare oscuro ed uno degli esponenti principali della razza Protoss.
Prelato dei Templati Oscuri, all'inizio del gioco, nel 2499, ha 634 anni (anche se in Starcraft II c'è un errore in quanto dicono che ha più di 800 anni). È un grande guerriero, forse il migliore dei Protoss.
Noto guerriero psionico ed assassino, Zeratul è un personaggio tenebroso e calcolatore, ma allo stesso onorevole e fedele alla propria specie. 

## Storia

### Starcraft I
Nel primo capitolo di StarCraft, insegna a Tassadar come utilizzare i poteri oscuri e facilita l'attacco finale alla seconda Unica Mente distruggendo diversi Cerebrati. Dopo la morte dell'Unica Mente, Zeratul cerca di riunire le forze Protoss rimaste e rivela i segreti dietro gli esperimenti di Samir Duran. Dopo che Duran rivela di aver creato ibridi Protoss/Zerg a nome di un capo ancora più potente, Zeratul parte alla ricerca di quest'ultimo: tale ricerca è il tema principale delle sue attività nei tre capitoli di StarCraft II. 

### Starcraft II
In Wings of Liberty, consegna a Jim Raynor un cristallo con i suoi ricordi al fine di enfatizzare l'importanza del salvataggio di Sarah Kerrigan. In Heart of the Swarm, guida Kerrigan a Zerus, la terra natia degli Zerg, e la incoraggia a re-infestarsi per poter sconfiggere Amon, uno Xel'naga caduto che si rivela essere il maestro di Samir Duran e che ha l'obiettivo di uccidere ogni essere vivente sul Settore Koprulu.
Il personaggio di Zeratul, nato da Chris Metzen e da altri artisti della Blizzard tra i quali Samwise Didier, è descritto da GameSpot come un "guerriero oscuro che difende la luce" e disposto ad essere un "capro espiatorio" per il suo popolo; è inoltre incluso nella classifica dei migliori eroi del videogioco.

## Altre apparizioni
Zeratul appare come personaggio selezionabile in Heroes of the Storm.